# Volta a la província de València
La Volta a la província de València és una competició ciclista per etapes que es disputa a la Província de València al País Valencià. Està reservada a ciclistes amateurs i sub-23.

## Palmarès
| Any  | Vencedor         | Segon               | Tercer             |
| ---- | ---------------- | ------------------- | ------------------ |
| 2011 | José Belda       | Gastón Agüero       | Oriol Colomé       |
| 2012 | Carlos Oyarzún   | Víctor Martín       | Sebastián Tamayo   |
| 2013 | Iván Martínez    | Jordi Simón         | Higinio Fernández  |
| 2014 | Israel Nuño      | Steven Calderón     | Piotr Havik        |
| 2015 | Martijn Budding  | Mikel Iturria       | Joris Nieuwenhuis  |
| 2016 | Nícolas Sessler  | Sergio Martín       | Takeaki Amezawa    |
| 2017 | Erlend Sor       | Alexander Grigoriev | Sergio Samitier    |
| 2018 | Savva Novikov    | José Félix Parra    | Antonio Jesús Soto |
| 2019 | Simon Carr       | Carlos Rodríguez    | Adrià Moreno       |
| 2020 | Mauricio Moreira | Lev Gonov           | Raúl García Pierna |
| 2021 | Benjamín Prades  | Mikel Retegi        | Erik Martorell     |
| 2022 | Pablo Carrascosa | Haimar Etxeberria   | Francisco Peñuela  |